# Johanna Ludwig
Johanna Ludwig (geb. Seiler am 26. Januar 1937 in Großkundorf, Landkreis Greiz; gestorben am 2. August 2013 in Leipzig) war eine ostdeutsche Journalistin, Lektorin und Autorin. Sie war die Initiatorin, langjährige Vorsitzende und Ehrenvorsitzende der Louise-Otto-Peters-Gesellschaft e.V. Leipzig. Durch ihre mehr als 20-jährigen Forschungsarbeiten zum Leben und Werk der Schriftstellerin und Frauenpolitikerin Louise Otto-Peters trug sie zur Aufarbeitung des Erbes der deutschen Frauenbewegung in Leipzig bei.

## Leben und Wirken
Johanna Ludwig wuchs als Tochter von Herta Seiler geborene Höhlein (1912–2004) und Karl Seiler (1902–1968), die Bauern im thüringischen Vogtland waren, auf. Nach dem Abitur studierte sie von 1955 bis 1959 Journalistik in Kombination mit Literatur-, Theater- und Musikgeschichte sowie Soziologie an der Universität Leipzig. 1959 heiratete sie den Diplomjournalisten Wolfgang Ludwig und hatte mit ihm zwei Söhne.
Ludwig arbeitete als Redakteurin von Betriebszeitungen, der Kreiszeitung Leipziger Rundschau und als Redakteurin und Reporterin beim Sender Leipzig von Radio DDR. Johanna Ludwig war Lektorin für Literatur zur gesellschaftlichen Stellung von Frauen in Vergangenheit und Gegenwart, später Lektoratsleiterin und Stellvertretende Cheflektorin beim Leipziger Verlag für die Frau, in dem sie mehr als 20 Jahre tätig war. Durch ihr Interesse an Frauengeschichte und der Frauenemanzipation stieß sie häufig auf Louise Otto-Peters, die in Leipzig in Vergessenheit geraten war.
Nach der deutschen Wiedervereinigung erfolgten 1991 Umstrukturierungen und die Niederlage für die Leipziger Verlagslandschaft, die Ludwigs Kündigung zur Folge hatte. Aufgrund der schwierigen Arbeitsmarktsituation gelang es ihr nicht, eine feste Anstellung zu finden.

### Louise-Otto-Peters-Gesellschaft e.V.

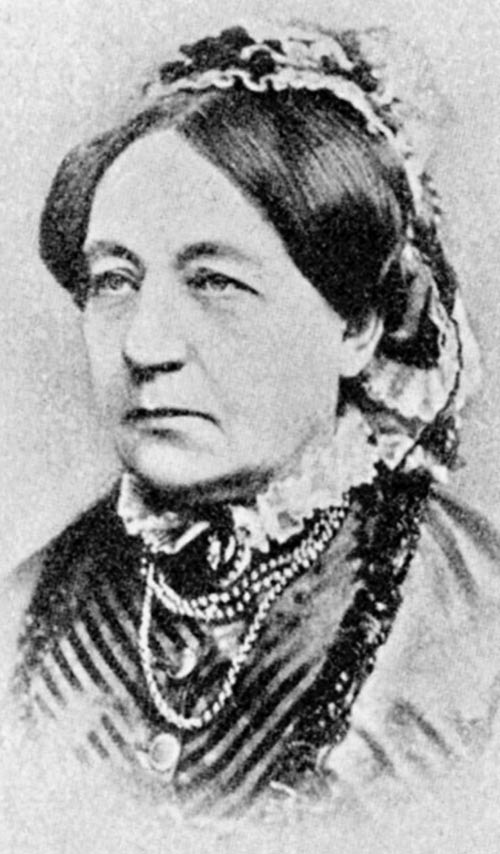
Louise Otto-Peters 1819–1895

Johnna Ludwig hat mehr als 20 Jahre zum Leben und Werk der Schriftstellerin und Frauenpolitikerin Louise Otto-Peters geforscht und einen maßgeblichen Beitrag zur Wiederaneignung des Erbes der deutschen Frauenbewegung in Leipzig geleistet, das hier im 20. Jahrhundert aus unterschiedlichen Gründen wenig Beachtung fand und partiell in Vergessenheit geriet. Durch ihre vielfältigen öffentlichen Initiativen gelang es ihr zu zeigen, dass die Stadt Leipzig ein Zentrum der deutschen Frauenbewegung war. Sie widmete den Protagonistinnen der Frauenbewegung historische Spaziergänge und setzte sich für die Benennung von Straßen nach Louise Otto-Peters und ihren Mitstreiterinnen ein. Heute sind die Namen von Louise Otto-Peters, Auguste Schmidt, Henriette Goldschmidt und anderen eng mit dieser Stadt verbunden.
Seit 1993 widmet sich die gemeinnützige Louise-Otto-Peters-Gesellschaft e. V. dem Ziel, Leben und Werk von Louise Otto-Peters weiter bekannt zu machen und zu würdigen. Durch die umfangreiche Leidenschaft Ludwigs, alle Schriften von und über Louise Otto-Peters zu sammeln, zu erschließen und zugänglich zu machen, wurde 1997 das Louise-Otto-Peters-Archiv gegründet. Seitdem werden alle Veröffentlichungen von sowie über Louise Otto-Peters gesammelt, erschlossen und Interessierten zugänglich gemacht. Johanna Ludwig verfasste mehr als 100 eigene publizistische Beiträge zum Leben und Werk von Louise Otto-Peters, davon 33 Titel der Reihe LOUISEum.
Nach dem Auffinden und Ergänzen des zuvor zensierten Romans Schloß und Fabrik durch Johanna Ludwig erschien im Jahr 1996 die erste, unzensierte, vollständige Ausgabe des sozialkritischen Romans über den Vormärz von Louise Otto-Peters. Dieses Buch durfte 1846 nur zensiert erscheinen und die Originalfassung galt bis 1996 als verschollen.
Im Jahr 2000 setzte sich Ludwig gegen den Abriss des Henriette-Goldschmidt-Hauses in der heutigen Friedrich-Ebert-Straße 16 ein. Der jüdische Verleger Henri Hinrichsen war ein Bewunderer Henriette Goldschmidts und stiftete mit der von ihm begründeten Henri-Hinrichsen-Stiftung dieses Haus der Frauenbildung. Er wurde 1942 im Vernichtungslager Auschwitz ermordet und sein Name zuvor aus dem Titel der Stiftung entfernt. Zusammen mit Inge Brüx-Gohrisch, Ines Hantschick und anderen ostdeutschen Frauen gründete Ludwig einen Verein zum Erhalt des Hauses. Das Henriette-Goldschmidt-Haus wurde trotz vieler Proteste wegen eines geplanten, aber nie realisierten Straßenausbaus im Jahr 2000 abgerissen.
Die Biografie Eigner Wille und eigne Kraft. Der Lebensweg von Louise Otto-Peters bis zur Gründung des AdF 1865. Nach Selbstzeugnissen und Dokumenten erschien posthum im Oktober 2013.

## Auszeichnungen
- 1982: Wilhelm-Bracke-Medaille des Börsenvereins der deutschen Buchhändler zu Leipzig 1982
- 2006: Ehrenurkunde der Stadt Leipzig in Würdigung der ehrenamtlichen Tätigkeit zur Erforschung und Würdigung des Erbes der ersten deutschen Frauenbewegung um Louise Otto-Peters in Leipzig
- 2009: Ehrenvorsitzende der Louise-Otto-Peters-Gesellschaft e. V. Leipzig

## Publikationen (Auswahl)
- Louise Otto-Peters: politische Denkerin und Wegbereiterin der deutschen Frauenbewegung. Sächs. Landeszentrale für Politische Bildung 1996.
- Betty Lucas bei den Familien Freiligrath und Marx Londoner Erinnerungen aus dem Jahre 1852. Rosa-Luxemburg-Stiftung Sachsen 1998, ISBN 978-3-932725-69-2.
- Leben ist Streben: Das erste Auguste-Schmidt-Buch. Leipziger Universitätsverlag 2003, ISBN 978-3-936522-69-3.
- Eigner Wille und eigne Kraft: Der Lebensweg von Louise Otto-Peters bis zur Gründung des Allgemeinen Deutschen Frauenvereins 1865. Nach Selbstzeugnissen und Dokumenten. Leipziger Universitätsverlag 2014, ISBN 978-3-86583-846-9.

Herausgeberschaften
- mit Hannelore Rothenburg (Redaktion): Mit den Muth’gen will ich’s halten: Zur 150jährigen aufregenden Geschichte des Romans „Schloss und Fabrik“ von Louise Otto-Peters. Mit der 1994 wiederaufgefundenen vollständigen Zensurakte. Sax-Verlag, Beucha 1996, ISBN 978-3-930076-34-5.
- mit Ilse Nagelschmidt, Susanne Schötz (Hg.): Frauen in der bürgerlichen Revolution von 1848/49. Bundesministerium für Familie, Senioren, Frauen und Jugend, Bonn 1999
- mit Hannelore Rothenburg, Susanne Schötz (Hg.): George Sand und Louise Otto-Peters. Wegbereiterinnen der Frauenemanzipation. Reden und Vorträge zur Tagung am 23./24. April 2004 anlässlich des 200. Geburtstages von George Sand (Leipziger Studien zur Frauen- und Geschlechterforschung, Reihe C, Band 4; Louiseum, Band 21). Leipziger Universitätsverlag, Leipzig 2005, ISBN 978-3-86583-032-6.
- mit Susanne Schötz, Gerlinde Kämmerer (Hg.): Frauen erinnern und ermutigen. Berichte vom 13. Louise-Otto-Peters-Tag 2005. (Louiseum, Band 24). Louise-Otto-Peters-Gesellschaft, Leipzig 2006.
- mit Susanne Schötz, Hannelore Rothenburg: Louise Otto-Peters-Jahrbuch I/2004. Forschungen zur Schriftstellerin, Journalistin, Publizistin und Frauenpolitikerin Louise Otto-Peters. Sax-Verlag 2007, ISBN 978-3-934544-61-1.
- mit Gerlinde Kämmerer, Susanne Schötz (Hg.): Henriette Goldschmidt und die Hochschule für Frauen zu Leipzig. Berichte vom 19. Louise-Otto-Peters-Tag 2011 (Louiseum, Band 32), Louise-Otto-Peters-Gesellschaft, Leipzig 2012.